# UFC Fight Night: Blaydes vs. dos Santos
UFC Fight Night: Blaydes vs. dos Santos (también conocido como UFC on ESPN+ 24 o UFC Fight Night 166) fue un evento de artes marciales mixtas producido por Ultimate Fighting Championship que se llevó a cabo el 25 de enero de 2020 en la PNC Arena de Raleigh, Carolina del Norte.

## Historia
El evento fue el primero que la promoción haya organizado en Raleigh y el primero en Carolina del Norte desde UFC on Fox: Jacaré vs. Brunson 2 en enero de 2018.
El evento estelar contó con un combate de peso pesado entre Curtis Blaydes y el exCampeón de Peso Pesado de UFC, Junior dos Santos.
Se programó una pelea de peso gallo entre el excampeón de peso ligero de UFC, Frankie Edgar y Cory Sandhagen en el evento. Sin embargo, Edgar se retiró de la pelea a favor de enfrentar a Chan Sung Jung en una pelea de peso pluma en UFC Fight Night: Edgar vs. The Korean Zombie después de que el oponente original de Jung, el exretador al título de peso pluma Brian Ortega, se retirara debido a una lesión en la rodilla. A su vez, Sandhagen se retiró de la cartelera y se espera que se reprograme para un evento futuro.
Una pelea de peso mediano entre Bevon Lewis y Alen Amedovski estaba programada para el evento. Sin embargo, Amedovski fue forzado a retirarse del evento debido a una lesión y fue reemplazado por Dequan Townsend.
Una pelea de peso paja entre Hannah Cifers y Brianna Van Buren estaba programada para el evento. Sin embargo, Van Buren fue retirado del evento debido a razones no reveladas y fue reemplazado por la exCampeona de Peso Paja de Invicta FC, Angela Hill.
Los peleadores de peso pluma Josh Emmett y Nad Narimani se retiraron de sus peleas programadas contra Arnold Allen y Nik Lentz respectivamente, debido a lesiones. Como resultado, Allen y Lentz ahora se enfrentarán en el evento.